# Cangnan
Cangnan (苍南县,  Cāngnán Xiàn) ist ein Kreis der bezirksfreien Stadt Wenzhou in der chinesischen Provinz Zhejiang. Er hat eine Fläche von 1.039 Quadratkilometern und zählt 843.959 Einwohner (Stand: Zensus 2020). Sein Hauptort ist die Großgemeinde Lingxi (灵溪镇).
Die Puzhuangsuo-Festung (Puzhuangsuo cheng 蒲壮所城) und die Wudong-Brücke von Chixi (Chixi Wudong qiao 赤溪五洞桥), eine Steinplattenbrücke aus fünf Platten aus der Zeit der Südlichen Song-Dynastie, stehen seit 1996 bzw. 2006 auf der Liste der Denkmäler der Volksrepublik China, die Hünengräber von Süd-Zhejiang (Zhenan shipengmu qun) seit 2001.

## Administrative Gliederung
Auf Gemeindeebene setzt sich der Kreis aus zwanzig Großgemeinden und sechzehn Gemeinden (davon zwei Nationalitätengemeinden der She) zusammen. 